# Steinkreis von Forvie
Der Steinkreis von Forvie wurde 2011 in den Sands of Forvie (in den Forvie National Nature Reserves) nach einem Sturm, der Sandberge versetzte, im Meer nordöstlich der Mündung des Ythan Estuary bei Newburgh nördlich von Aberdeen in Schottland von John Hughes entdeckt. Er erkannte in der Anordnung von Steinen, in einem Bereich, der sonst keine Felsformationen hat, die Form eines Steinkreises vom Typ Recumbent Stone Circle (RSC) und beschrieb ihn.

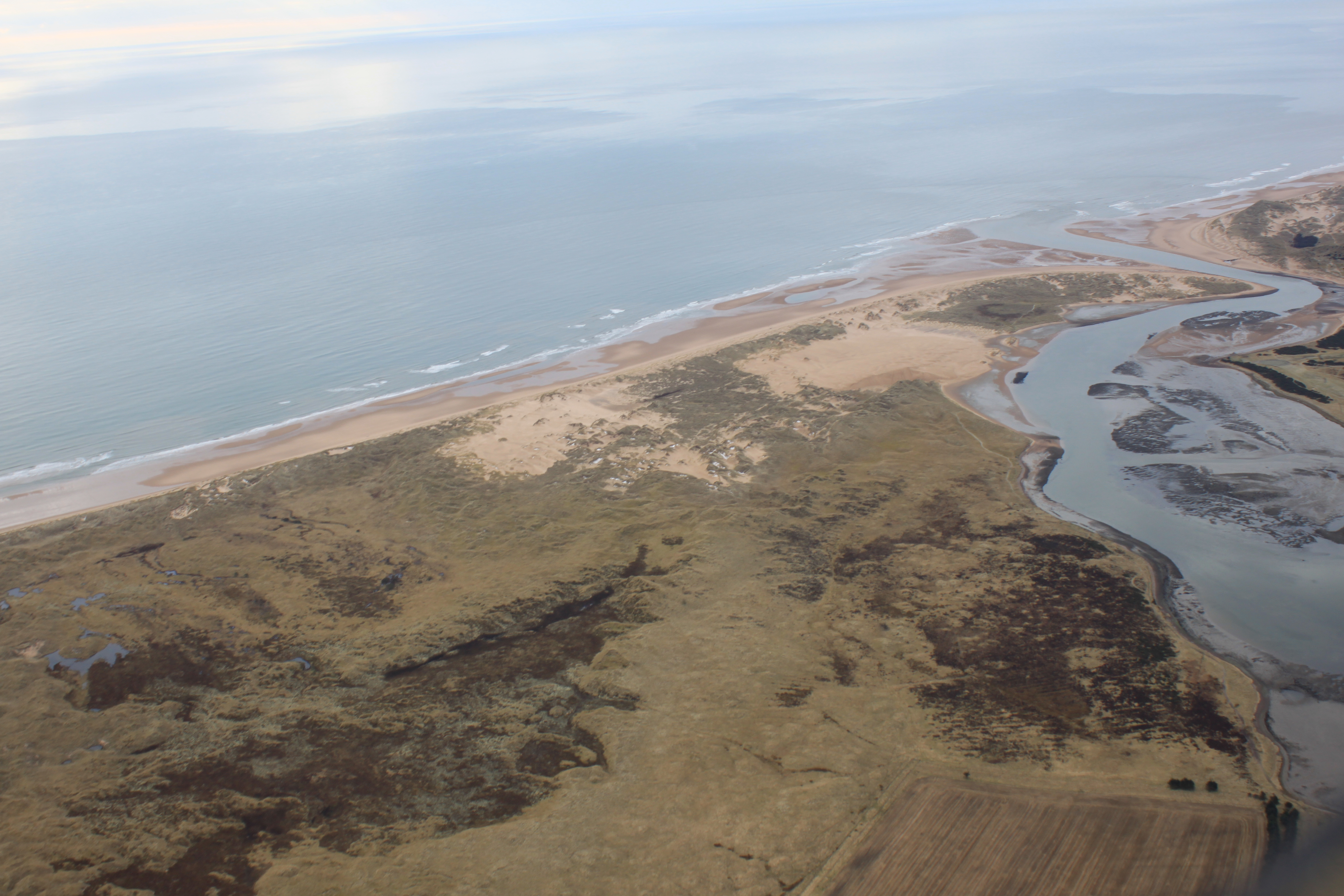
Der Steinkreis (hier nicht sichtbar) liegt links der Flussmündung im Meer

Ein wichtiges Merkmal fehlte, der „Liegende Stein“. Allerdings liegt etwa einen Kilometer nordöstlich dieser Stelle ein etwa drei Meter langer, zwei Meter breiter Stein, der der fehlende Liegende im Nordosten des Steinkreises sein könnte. Die Lücke zwischen den mutmaßlichen Flankensteinen des Steinkreises wurde vermessen und festgestellt, dass es sich (auf 10 Zentimeter genau) um den passenden Abstand handelt. Das gilt als Beleg dafür, dass dies der Stein des Kreises gewesen sein kann, bevor er aus seiner Position entfernt wurde.
Die Steine sind tief im Sand begraben. Aber das Sondieren des kleinsten von ihnen hat gezeigt, dass sie sehr beachtlich sind. Da sich die Sande bei den Gezeiten bewegen, können Steine erscheinen oder verschwinden. Nicht alle Steine sind unbedingt gleichzeitig sichtbar.

## Die Steinkreise am River Dee
Die Steinkreise von Deeside bilden eine Gruppe von Recumbent Stone Circle (RSC). Ungefähr 100 von ihnen wurden zwischen 2500 und 1500 v. Chr. in Aberdeenshire errichtet. Die Ensembles der „ruhenden Steine“ liegen in der Regel im Südosten und (normalerweise) auf dem Ringverlauf.